# Planes: Fire & Rescue
Planes: Fire & Rescue (titulada Aviones: equipo de rescate en España y Aviones 2: equipo de rescate en Hispanoamérica) es la secuela de la película de 2013 Aviones, a su vez siendo un spin-off de la película de animación de 2006 Cars. Fue producida por DisneyToon Studios y se estrenó en cines el 18 de julio de 2014.

## Argumento
Tras ganar la carrera Alas por el Mundo, Dusty tiene una carrera exitosa como corredor. Desafortunadamente, la caja de cambios de su motor comienza a dañarse dado que Dusty la usa diariamente forzándola por encima de su capacidad de diseño. Como ese modelo particular de caja ya no se produce, y no hay ninguno disponible en el mercado, Dottie, la mecánica de Dusty, coloca una luz de advertencia en su tablero de control para avisarle cuando está por forzar la caja más allá de sus límites y así asegurar que no la siga dañando. Sin poder volver a correr, y enfrentándose a la posibilidad de volver a trabajar como fumigador, Dusty realiza un vuelo temerario para poner a prueba sus límites. Al hacerlo, Dusty vuelve a forzar su caja y hace un aterrizaje forzoso en el aeropuerto Propwash Junction, ocasionando un incendio.
Los residentes apagan el fuego con dificultades, pero el accidente lleva a Ryker, un inspector del gobierno, a condenar al aeropuerto por poseer personal de bomberos poco calificado. Reprochándose su imprudencia, Dusty se ofrece a entrenar para convertirse en bombero certificado y ayudar al aeropuerto a cumplir con las regulaciones necesarias para reabrir. A tal efecto, Dusty viaja al parque nacional Pistón Peak, donde conoce a un equipo de bomberos y rescate liderado por un helicóptero llamado Blade Ranger. Como es líder de una unidad eficiente, Blade al principio no se ve sorprendido por el nuevo novato, y el entrenamiento de Dusty resulta ser un reto difícil.
Maru, el mecánico del equipo, reemplaza el tren de aterrizaje de Dusty por dos flotadores equipados con un tren de aterrizaje retráctil, que le permitirán cumplir con su rol de avión cisterna de un solo motor. Durante su entrenamiento, Dusty descubre que Blade era un actor que hacía el papel de un helicóptero de policía en la serie de televisión CHoPs. Luego, Dusty queda devastado por una llamada de sus amigos de Propwash Junction, quienes le informan que todos los intentos de encontrar una caja de cambios de reemplazo habían sido infructuosos, por lo que su carrera como corredor quedó oficialmente terminada.
Los rayos de una tormenta eléctrica en un bosque cerca de Pistón Peak inician varios incendios focalizados que se combinan para formar un incendio forestal más grave. El equipo lo combate y aparentemente lo extingue; pero luego, durante la gran reinauguración del hotel del parque, visitantes VIP vuelan demasiado bajo y generan remolinos de aire que hacen volar las cenizas, generando un incendio más grande y por ende la necesidad de evacuar el hotel.
Como Dusty estaba deprimido, no logra poner en práctica lo que aprendió en su entrenamiento sobre incendios grandes, causando la frustración de Blade. Las cosas llegan a un punto crítico cuando Dusty, yendo en contra de las órdenes recibidas, se ve obligado a hacer un aterrizaje forzoso en un río mientras intentaba rellenar sus tanques, provocando que sea barrido por las aguas mientras Blade intenta sacarlo. Eventualmente, el dúo logra llegar a tierra, y Dusty confiesa el defecto de su caja de cambios. Blade le aconseja no rendirse y los dos se refugian en una mina abandonada mientras se calma un poco el incendio. La situación se complica porque Blade quedó severamente dañado por rescatar a Dusty y se ve obligado a permanecer en tierra para que lo reparen. Mientras Blade se recupera, Dusty se entera por Maru que Nick López, la coestrella de Blade en CHoPs, murió durante una acrobacia que había salido mal en el set de filmación, de la que Blade fue incapaz de rescatarlo. Luego del hecho, Blade decidió convertirse en bombero para poder salvar vidas en serio.
Cuando el incendio amenaza al hotel, el superintendente del parque, Cad Spinner, realiza un acto egoísta desviando todo el suministro de agua a los aspersores del techo para evitar que el hotel se queme. Esto impide que los bomberos puedan preparar el retardador de incendios que necesitan para cumplir con sus deberes. Valiéndose sólo de las cargas de agua que tienen, los bomberos logran ayudar a los evacuados a escapar del fuego.
Dusty recibe una alerta sobre dos campistas ancianos llamados Harvey y Winnie, a quienes había conocido anteriormente, que quedaron atrapados en un puente en llamas en lo profundo de la zona del incendio. Dusty corre a la escena y fuerza su motor al máximo al volar verticalmente por una cascada para rellenar sus tanques, ya que el único cuerpo de agua restante era el río del Cañón Augerin, con un fondo pedregoso y poco profundo que le dificultaba recoger agua. Simultáneamente, Blade aparece y ayuda a los campistas acoplándose a Harvey, impidiendo su caída. Dusty tira el agua exitosamente sobre el puente y apaga el incendio, permitiendo que los campistas escapen antes del colapso de la estructura. Sin embargo, la caja de cambios de Dusty falla completamente y su motor entra en pérdida, ocasionando que se estrelle en el suelo.
Sobrevivido e inconsciente, Dusty es llevado de vuelta a la base, donde despierta luego de cinco días para descubrir, para su alegría, que el guardaparques Jammer ahora está a cargo de Pistón Peak. Maru le dice que no sólo habían reparado completamente su estructura, sino que también le construyeron una caja de cambios con tecnología superior, hecha a la medida, que le permite volver a desempeñarse al máximo. Impresionado por las habilidades y el heroísmo de Dusty, Blade lo certifica como bombero. El aeropuerto Propwash Junction reabre y Dusty asume su deber como bombero oficial, evento que se celebra con un espectáculo aéreo con la participación de sus colegas de Pistón Peak.
En una escena a la mitad de los créditos, se muestra que la mala conducta de Cad Spinner llevó a que lo bajaran de rango y lo reasignaran como guardaparques en el Valle de la Muerte, uno de los lugares más calientes sobre la tierra.

## Personajes
- Blade Ranger: Es un veterano helicóptero contra-incendios, lidera el equipo de Ataque Aéreo de Pico Pistón. Es un jefe exigente y duro al que persigue un pasado repleto de leyendas y con un sentido del humor muy mordaz. Es un Agusta A109

- Dusty Fumigavión: El mundialmente famoso piloto de competición regresa a su pueblo natal de Propwash Junction después de otra victoriosa temporada. El antiguo avión fumigador está disfrutando de su nueva carrera de éxitos hasta que, en un fatídico vuelo de entrenamiento, una falla en su transmisión pone fin a su carrera. Obligado a cambiar de rumbo, Dusty decide entrenar con el Equipo de Ataque Aéreo de Pico Pistón en calidad de Avión Cisterna Monomotor. Sus misiones son admirables y a menudo peligrosas, pero prácticamente imposibles, sobre todo si eres un avión fumigador convertido en piloto de competición con un daño irreparable. Es un Air Tractor, un avión fumigador.

- Skipper Riley: La tranquila existencia de este viejo corsario de marina da un vuelco cuando el persistente Dusty le pide consejos aéreos. Es un Vought F4U Corsair, un avión de la II Guerra Mundial.

- Dipper: A la extrovertida y animada avioneta apaga incendios Dipper se le dan de maravilla los lagos. Es una súper anfibia, dura y valiente que recoge más de 6.000 litros de agua en cada pasada para sofocar los incendios más virulentos. Dipper, ex transportista de carga de Alaska, es muy aficionada a las carreras y siente debilidad por el famoso Dusty. Así que no puede contener la alegría cuando el nuevo Avión Cisterna Monomotor se presenta en Pico Pistón. Es un Grumman HU-16 Albatross.

- Windlifter: Es un helicóptero de transporte pesado que puede levantar decenas de árboles o un enorme tanque de retardante de fuego. La sabiduría indoamericana no conoce límites. Él lo sabe todo sobre el fuego y su identificación con la naturaleza le permite detectar un incendio antes que nadie. El ex leñador se convirtió en bombero para ayudar a los demás, y ninguna misión es demasiado grande para Windlifter. Es un Sikorsky CH-54 Tarhe, un helicóptero grúa.

- Cabbie: Es un viejo avión de transporte militar muy alegre acostumbrado a dejar caer camiones detrás de las líneas enemigas en Corea. Ahora deja caer bomberos paracaidistas en Pico Pistón. Se parece mucho a la guerra, pero afortunadamente nadie le dispara. Con una carga útil de 4,5 toneladas y un peso máximo al despegue de 33,5 toneladas, Cabbie puede llevar a los bomberos paracaidistas a 3.200 kilómetros de distancia. Es un Fairchild C-119 Flying Boxcar.

- Piñón/Pinecone: Es una fuerte y atrevida dinamita es una sureña simpática es quien encabeza el grupo de los bomberos salta humo, que cuenta con una herramienta en forma de rastrillo para limpiar los residuos que quedan después de los incendios.

- Avalancha: Debe su nombre a que puso en marcha una avalancha gigantesca. Pero el bulldozer, que carece de esa "vocecita interior", afirma que para nada estaba cerca de ese banco de nieve.

- Blackout: Aserró una vez un tendido eléctrico. Fue un accidente, pero lo cierto es que dejó sin electricidad la cabaña durante semanas. Desde entonces emite ondas sísmicas a través de su memoria a corto plazo. O al menos eso es lo que él cree.

- Drip: un tipo extrovertido que siempre pierde aceite, utiliza una pala cargadora para quitar los árboles y los arbustos caídos.

- Cad Spinner: Es el superintendente del parque. Es un Cadillac Escalade, vehículo deportivo de lujo más apropiado para un club de campo que para el campo en sí. Amante del dinero, Cad desvía una suma importante del presupuesto de los bomberos para el proyecto de reforma de su cabaña. Aunque detesta la suciedad, a Cad no le importa jugar sucio si así consigue lo que quiere.

- Harvey y Winnie: Son dos autocaravanas los cuales se conocieron hace muchas lunas, cuando Harvey era gerente de una tienda de neumáticos para autocaravanas y Winnie era el modelo de la exposición. La enamorada pareja viaja a Pistón Peak Park donde celebraron su luna de miel hace 50 años.

- Nick "Looping" López: Era el helicóptero policial más querido de Estados Unidos. Sale en CHoPs: Patrulla de Helicópteros de California, un programa de televisión sobre dos helicópteros de la Patrulla de California. Nick, el agente joven y machito que siempre se metía en líos, recibió el apodo de «Looping» por su característico bucle interior, que ningún otro helicóptero era capaz de hacer. Es un Hughes 500.

- Maru: Es el remolque del Equipo de Ataque Aéreo de Pico Pistón. Simpático y con un sentido del humor muy sarcástico, lleva mucho tiempo en el negocio, lo que salta a la vista porque tiene el hangar abarrotado. Como no tiene presupuesto para repuestos nuevos, las estanterías de Maru están llenas de piezas y máquinas de segunda mano que resultan de lo más útiles.

- Jammer: Leal y fiable, lleva 72 años como autocar de giras en Pico Pistón y se conoce hasta la última pista, arroyo, roca y árbol. Este fuerte y experimentado autobús tiene un espíritu afable y está dispuesto a compartir sus amplios conocimientos sobre la historia del parque con la multitud de visitantes que lo visitan cada día, llenos de admiración.

- Mayday: Es el camión de bomberos y rescate de Propwash Junction. Siempre está ansioso por salir, pero con los años ha ido perdiendo velocidad. Además, sus mangueras pierden agua y no ve muy bien sin gafas. Propwash Junction está creciendo rápidamente gracias a Dusty, la gran estrella de las carreras, así que Mayday estará hasta los faros de trabajo.

- Ryker: Tras 17 años de servicio, es todo un veterano del Equipo de Transporte Aéreo de Pico Pistón. Sigue las reglas al pie de la letra cuando se trata de investigar accidentes aéreos, ¡y es que fue él quien las redactó! A este investigador de la seguridad aérea no se le pasa una, así que ni lo intentes. Es un Rosenbauer Panther.

- Pulaski: Es el camión de bomberos del Departamento de Bomberos de Piston Peak, responsable de proteger los edificios y puentes del parque. Con un depósito de 7500 litros, puede bombear agua a 3000 litros por minuto. A pesar de todo, proteger el Albergue Fuselaje reformado (considerado la estructura de madera más grande del mundo) podría ser una tarea imposible, incluso para Pulaski.

## Reparto
| Personaje                                                | Actor de voz original    | Actor de doblaje            | Actor de doblaje     |
| -------------------------------------------------------- | ------------------------ | --------------------------- | -------------------- |
| Dusty Fumigavión                                         | Dane Cook                | Edson Matus                 | Bandera de México    |
| Blade Ranger                                             | Ed Harris                | Mario Arvizu                | Bandera de México    |
| Dipper                                                   | Julie Bowen              | Consuelo Duval              | Bandera de México    |
| Windlifter                                               | Wes Studi                | Dan Osorio                  | Bandera de México    |
| Cabbie                                                   | Dale Dye                 | Gerardo Reyero              | Bandera de México    |
| Dinamita                                                 | Regina King              | Graciela Gámez              | Bandera de México    |
| Avalancha                                                | Bryan Callen             | Arturo Mercado Jr.          | Bandera de México    |
| Drip                                                     | Matt Jones               | Javier Olguín               | Bandera de México    |
| Blackout                                                 | Danny Pardo              | César Garduza               | Bandera de México    |
| Pinecone                                                 | Corri English            | Karen Vallejo               | Bandera de México    |
| Maru                                                     | Curtis Armstrong         | Héctor Lee                  | Bandera de México    |
| Mayday                                                   | Hal Holbrook             | Ernesto Casillas            | Bandera de México    |
| Cad Frenos                                               | John Michael Higgins     | Roberto Carrillo            | Bandera de México    |
| Guardamotriz Jammer                                      | Barry Corbin             | Humberto Vélez              | Bandera de México    |
| Secretario del Interior                                  | Fred Willard (1933-2020) | Francisco Colmenero (1932-) | Bandera de México    |
| Nick Loopin' Lopez                                       | Erik Estrada             | Erik Estrada                | Bandera de México    |
| Skipper                                                  | Stacy Keach              | Armando Réndiz              | Bandera de México    |
| Sparky                                                   | Danny Mann               | Ricardo Mendoza             | Bandera de México    |
| Chug                                                     | Brad Garrett             | Rubén Moya                  | Bandera de México    |
| Dottie                                                   | Teri Hatcher             | Gabriela Vega               | Bandera de México    |
| Leadbottom                                               | Cedric the Entertainer   | Pedro D'Aguillon Jr.        | Bandera de México    |
| André                                                    | Rene Auberjonois         | Luis Daniel Ramírez         | Bandera de México    |
| Harvey                                                   | Jerry Stiller            | Héctor Alcaraz              | Bandera de México    |
| Winnie                                                   | Anne Meara               | Yolanda Vidal               | Bandera de México    |
| Brent Mustangburger                                      | Brent Musburger          | Gonzalo Bonadeo             | Bandera de Argentina |
| Engine Pulaski                                           | Patrick Warburton        | Jorge Ornelas               | Bandera de México    |
| Steve, el biplano                                        | Steve Schirripa          | Jorge Ornelas               | Bandera de México    |
| Steve Mariotti                                           | Steve Schirripa          | Arturo Castañeda            | Bandera de México    |
| Ryker                                                    | Kevin Michael Richardson | Salvador Reyes              | Bandera de México    |
| Brody Enid                                               | John Ratzenberger        | Arturo Mercado              | Bandera de México    |
| Flap                                                     | Brad Paisley             | Carlos Hernández            | Bandera de México    |
| Patch                                                    | Kari Wahlgren            | Sonia Casillas              | Bandera de México    |
| Barbara Enid                                             |                          | Karen Fonseca               | Bandera de México    |
| Sylvia Hyster                                            | Mariana Ortíz            |                             | Bandera de México    |
| Beau Nanza                                               |                          |                             | Bandera de México    |
| Bessie C. Flywell                                        | Luna Arjona              |                             | Bandera de México    |
| Kate                                                     | Valentina Souza          |                             | Bandera de México    |
| Montacargas mesera                                       | Mariana Ortíz            |                             | Bandera de México    |
| Windy Wheelchocks                                        | Marysol Cantú            |                             | Bandera de México    |
| Peggy y Pinta                                            | Marysol Cantú            |                             | Bandera de México    |
| Meg                                                      |                          |                             | Bandera de México    |
| Greg                                                     | Joshua Espíndola         |                             | Bandera de México    |
| Sharpes                                                  | Mauricio Pérez           |                             | Bandera de México    |
| Sargento "Rhodey" Rhodes Graeter                         | Óscar Gómez              |                             | Bandera de México    |
| Chuck Shocks                                             | Raymundo Armijo          |                             | Bandera de México    |
| Auto pasajero del tren Muir                              | Raymundo Armijo          |                             | Bandera de México    |
| Montacargas controlador en la torre de Propwash Junction | Mario Filio              |                             | Bandera de México    |
| Camioneta café                                           | Héctor Alcaraz           |                             | Bandera de México    |
| Avión negro Extra EA-300                                 | Leonardo García Vale     |                             | Bandera de México    |
| Auto femenino rosado                                     | Gisella Ramírez          |                             | Bandera de México    |